# Тугурски полуостров
Тугу̀рският полуостров (на руски: Тугурский полуостров) е полуостров в Източен Сибир, влизащ административно в състава на Хабаровски край на Русия. Вдава се на около 100 km във водите на Охотско море между Тугурския залив на запад и заливите Академия на изток и Улбански на югоизток. Състои се от два обособени планински масива с ширина 20 – 40 km, съединени с провлак широк едва 1 km. Максимална височина в южния масив връх Талим 931 m, а в северния масив – 522 m. Покрит е с планинска тайга съставена от даурска лиственица.